# Saïf Ghezal
Saïf Ghezal (arabe : سيف غزال), né le 30 juin 1981 à M'saken, est un joueur puis entraîneur tunisien de football.
Il évolue au sein de la sélection nationale, notamment durant la coupe d'Afrique des nations 2008.

## Clubs
- juillet 2000-janvier 2008 : Étoile sportive du Sahel (Tunisie)
- janvier 2008-janvier 2010 : BSC Young Boys (Suisse)
- janvier-juillet 2010 : Al-Ahli Djeddah (Arabie saoudite)
- juillet 2010-juillet 2011 : Étoile sportive du Sahel (Tunisie)
- juillet 2011-juillet 2013 : FC Thoune (Suisse)
- juillet 2013-janvier 2015 : Étoile sportive du Sahel (Tunisie)
- 2016-2017 : Croissant sportif de M'saken (Tunisie)[1]